# Hillsboro Pines
Hillsboro Pines es un lugar designado por el censo ubicado en el condado de Broward en el estado estadounidense de Florida. En el Censo de 2010 tenía una población de 446 habitantes y una densidad poblacional de 1.043,65 personas por km².

## Geografía
Hillsboro Pines se encuentra ubicado en las coordenadas 26°19′34″N 80°11′44″O / 26.32611, -80.19556. Según la Oficina del Censo de los Estados Unidos, Hillsboro Pines tiene una superficie total de 0.43 km², de la cual 0.43 km² corresponden a tierra firme y (0%) 0 km² es agua.

## Demografía
Según el censo de 2010, había 446 personas residiendo en Hillsboro Pines. La densidad de población era de 1.043,65 hab./km². De los 446 habitantes, Hillsboro Pines estaba compuesto por el 93.95% blancos, el 5.16% eran afroamericanos, el 0% eran amerindios, el 0.45% eran asiáticos, el 0% eran isleños del Pacífico, el 0.45% eran de otras razas y el 0% pertenecían a dos o más razas. Del total de la población el 10.31% eran hispanos o latinos de cualquier raza.